# Щучье (Приуральский район)
Щучье — посёлок (бывшее село) в Приуральском районе Ямало-Ненецкого автономного округа России. Численность населения — 851 чел. (2010).
ОКАТО: 71158907001. ОКТМО: 71918418

## География
Деревня расположена на реке Щучья (левый приток Оби), изобилующее щукой. В верховье реки — оз. Большое Щучье, крупнейшее по площади и глубине озеро региона.

## Название
Село свои названием соотносится с гидронимами Большое Щучье и Щучья.
Ненецкое название селения — «Пирча харад» — высокий дом. Объясняется это следующим образом. В 1930-тые годы, когда Щучье стало районным центром, где одно единственное здание (администрации) было двухэтажным. Поскольку других зданий выше администрации не было, то и селение стало называться коренными жителями поселок с высоким домом.

## История
Именно с села Щучье началась история административного района. Он стал райцентром в момент его образования. В состав входили два сельсовета — Обдорский и Щучьереченский.
С 2005 до 2021 гг. посёлок Щучье входил в Белоярское сельское поселение, упразднённое в 2021 году в связи с преобразованием муниципального района в муниципальный округ.

## Население
| 1989 | 2002  | 2010 | 2021 |
| ---- | ----- | ---- | ---- |
| 373  | ↗1345 | ↘851 | ↘737 |

населен в основном ненцами

## Инфраструктура
МОУ Школа — детский сад п. Щучье
оленеводство.